# 伊万·格奥尔基耶夫·彼得罗夫
伊万·格奥尔基耶夫·彼得罗夫（1949年9月6日—）是一位保加利亚裔美国物理学家，专门研究薄膜、表面科学和材料表征方法。他的研究和科学贡献被描述为“对硬涂层界产生了巨大影响”。彼得罗夫于2015年担任美国真空学会主席。